# Adriaan Saman
Adriaan Saman (12 oktober 1983) is een Nederlandse atleet. Hij is actief als meerkamper op zeven- en tienkamp. Hij werd eenmaal Nederlands kampioen op de zevenkamp en eenmaal op de tienkamp.

## Loopbaan
Nadat hij zowel in 2005 als 2007 op dezelfde kampioenschappen al eens tweede was geworden, boekte Saman in 2009 zijn eerste grote succes door op de Nederlandse indoorkampioenschappen meerkamp een gouden medaille te veroveren op de zevenkamp. Na vijf van de zeven onderdelen had hij een grote achterstand op Ludo van der Plaat. Door te winnen bij het polsstokhoogspringen en na een goede 1000 m pakte hij de nationale titel.
Twee jaar later won hij een bronzen medaille op de NK indoor van 2011 bij het hoogspringen en ook een bronzen medaille bij de Nederlandse indoorkampioenschappen meerkamp.
Enkele maanden later, in mei 2011, werd Saman voor het eerst in zijn carrière Nederlands kampioen op de tienkamp. De atleet van AV '34 benutte de twee slotonderdelen om zijn slag te slaan en had na 58,25 m speerwerpen en een uitstekende 1500 m, die hij aflegde in 4.28,60, ruim 150 punten over op de directe concurrentie. Het was na twee keer brons (2005 en 2008) en een keer zilver (2009) het eerste tienkamp-goud.
Saman traint in zijn woonplaats Apeldoorn bij AV'34 Apeldoorn.

## Nederlandse kampioenschappen
Outdoor
| Onderdeel | Jaar |
| --------- | ---- |
| tienkamp  | 2011 |

Indoor
| Onderdeel | Jaar |
| --------- | ---- |
| zevenkamp | 2009 |

## Persoonlijke Records
Outdoor
| Onderdeel            | Prestatie | Datum             | Plaats    |
| -------------------- | --------- | ----------------- | --------- |
| 100 m                | 11,41 s   |                   | Woerden   |
| 400 m                | 50,53 s   | 11 mei 2008       | Sittard   |
| 1500 m               | 4.28,60   | 22 mei 2011       | Emmeloord |
| 110 m horden         | 14,87 s   |                   | Woerden   |
| verspringen          | 7,30 m    |                   | Woerden   |
| hoogspringen         | 2,05 m    |                   | Woerden   |
| polsstokhoogspringen | 4,66 m    |                   | Apeldoorn |
| kogelstoten          | 14,89 m   |                   | Reims     |
| discuswerpen         | 43,21 m   | 25 september 2011 | Apeldoorn |
| speerwerpen          | 61,55 m   |                   | Apeldoorn |
| tienkamp             | 7410 p    | 21/22 mei 2011    | Emmeloord |

Indoor
| Onderdeel | Prestatie | Datum               | Plaats    |
| --------- | --------- | ------------------- | --------- |
| zevenkamp | 5604 p    | 18/19 februari 2012 | Apeldoorn |

## Prestatieontwikkeling meerkamp
| jaar | tienkamp | zevenkamp |
| ---- | -------- | --------- |
| 2001 | 5799     | -         |
| 2002 | 6151     | 4581      |
| 2003 | 6548     | 4706      |
| 2004 | 6477     | 5057      |
| 2005 | 7180     | 5221      |
| 2006 | 6762     | 5130      |
| 2007 | 7157     | 5144      |
| 2008 | 7274     | 5358      |
| 2009 | 7299     | 5378      |
| 2010 | 7229     | -         |
| 2011 | 7410     | 5567      |
| 2012 |          | 5608      |

## Palmares

### verspringen
- 2005: 7e NK indoor - 6,88 m
- 2005: 6e NK - 6,87 m
- 2007: 7e NK - 6,90 m
- 2008: 7e NK indoor - 6,89 m
- 2009: 6e NK indoor - 6,87 m

### hink-stap-springen
- 2003: 5e NK indoor - 13,78 m
- 2004: 6e NK indoor - 13,88 m
- 2005: 5e NK indoor - 13,93 m
- 2005: 5e NK - 14,05 m
- 2006: 6e NK indoor - 13,80 m

### hoogspringen
- 2008: 6e NK indoor - 1,95 m
- 2010: 6e NK - 1,95 m
- 2011:  NK indoor - 2,00 m
- 2012: 7e NK indoor - 1,98 m

### polsstokhoogspringen
- 2009: 5e NK indoor - 4,55 m
- 2012: 10e NK indoor - 4,37 m

### zevenkamp
- 2003: 5e NK indoor meerkamp - 4706 p
- 2004: 4e NK indoor meerkamp - 5057 p
- 2005:  NK indoor meerkamp - 5221 p
- 2006: 4e NK indoor meerkamp – 5130 p
- 2006: 16e Meerkampinterland in Praag - 5106 p
- 2007:  NK indoor meerkamp – 5144 p
- 2008: 4e NK indoor meerkamp – 5358 p
- 2009:  NK indoor meerkamp – 5378 p
- 2009: 17e Meerkampinterland in Zaragossa - 5126 p
- 2011:  NK indoor meerkamp – 5567 p
- 2012:  NK indoor meerkamp - 5604 p

### tienkamp
- 2005:  NK meerkamp – 6916 p
- 2006: 6e NK meerkamp – 6762 p
- 2007: 4e NK meerkamp – 6996 p
- 2008:  NK meerkamp – 7132 p
- 2009:  NK meerkamp – 7299 p
- 2011:  NK meerkamp – 7410 p
- 2016: 7e NK - 6262 p